# كريسبيانو
كريسبيانو (بالإيطالية: Crispiano)‏ هي بلدية في مقاطعة تارانتو في إقليم بوليا الإيطالي.

## السكان
في سنة 1861 بلغ عدد السكان 2٬000 نسمة، وتطور العدد ليصل في سنة 2011 لـ 13٬568 نسمة.
يظهر هذا المخطط البياني تطور النمو السكاني لـ كريسبيانو